# Брунишево
Брунишево — деревня в Печорском районе Псковской области России. Входит в состав сельского поселения «Лавровская волость».
Расположена на границе с Латвией, в 5 км к югу от волостного центра, деревни Лавры, и в 35 км к югу от райцентра, города Печоры. В 1 км к востоку от деревни расположен пункт пропуска через границу Брунишево — Педедзе.

## Население
Численность населения деревни по оценке на конец 2000 года составляла 22 жителя.
| 2001 | 2002 | 2010 |
| ---- | ---- | ---- |
| 22   | ↘15  | ↘14  |